# 愛媛県総合科学博物館
愛媛県総合科学博物館（えひめけんそうごうかがくはくぶつかん）は、愛媛県新居浜市にある県立の博物館。世界で二番目の規模のプラネタリウ厶がある博物館としても知られている。

## 概要
自然・環境・生物・天文・産業・技術など、あらゆる科学の知識を体験を通して学べる施設として1994年に設置された。「かはく」の愛称で親しまれ、年間約20万数千人が来館している。
黒川紀章建築都市設計事務所の設計による建物は、常設展示室が「自然館」「科学技術館」「産業館」で構成されており、屋外の広場にも展示品が陳列されている。世界最大のプラネタリウムとしてドーム径が30mあり、内部は小劇場並の広さであったが、2010年名古屋市科学館に直径35mの世界最大のプラネタリウムが完成したため世界2位の大きさとなった。
学芸員の研究成果などは展示の他、学校生徒のみならず広く県民を対象にした各種教室・講座などを通して還元されており、愛媛県の科学教育の普及・向上に貢献している。

## 施設案内

### 展示棟
- 1階
  - エントランス
  - 企画展示室
  - 多目的ホール
  - 収蔵庫
- 2階
  - 展示室
- 3階
  - 科学技術館
  - 産業館

### レストラン棟
- 1階
  - レストラン
  - ミュージアムショップ
  - オリエンテーションルーム

### プラネタリウム棟

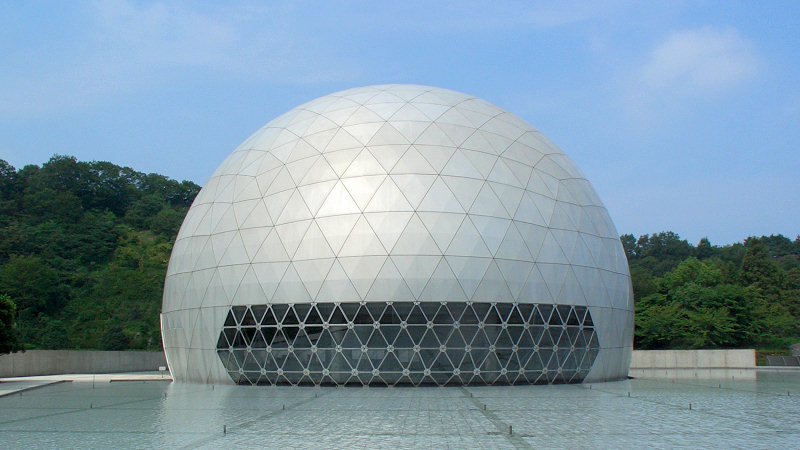
プラネタリウム棟

- プラネタリウム

### 生涯学習棟
- 1階
  - 図書室、ビデオブース
  - 学習情報センター
- 2階
  - ミーティングルーム、研修室
  - 科学実験室、科学工作室
  - パソコン演習室
  - 託児室
- 3階
  - 館長室
  - 事務室
  - 会議室
  - 研究室

## 建築概要
- 設計 - 黒川紀章建築都市設計事務所
- 竣工 - 1994年
- 敷地面積 -　25,800m2
- 建築面積 -　10,539m2
- 延床面積 -　24,290m2
- 構造 - SRC造
- 規模 - 地上6階、地下1階

## アクセス
公共機関
せとうちバス桜木バス停または渦井橋バス停下車後徒歩30分。
2024年9月まではエントランス前に科学博物館前バス停が設けられていたが、経由廃止に伴い直接乗り入れるバス路線は無くなっている。
自動車
松山自動車道いよ西条インターチェンジから約2Km